# Stazione di Poggioreale
La stazione di Poggioreale è una delle stazioni ferroviarie di Napoli, parte della rete Circumvesuviana.
Si trova sulle ferrovie Napoli-Nola-Baiano e Napoli-Centro Direzionale-San Giorgio ed è situata nell'omonimo quartiere.

## Storia

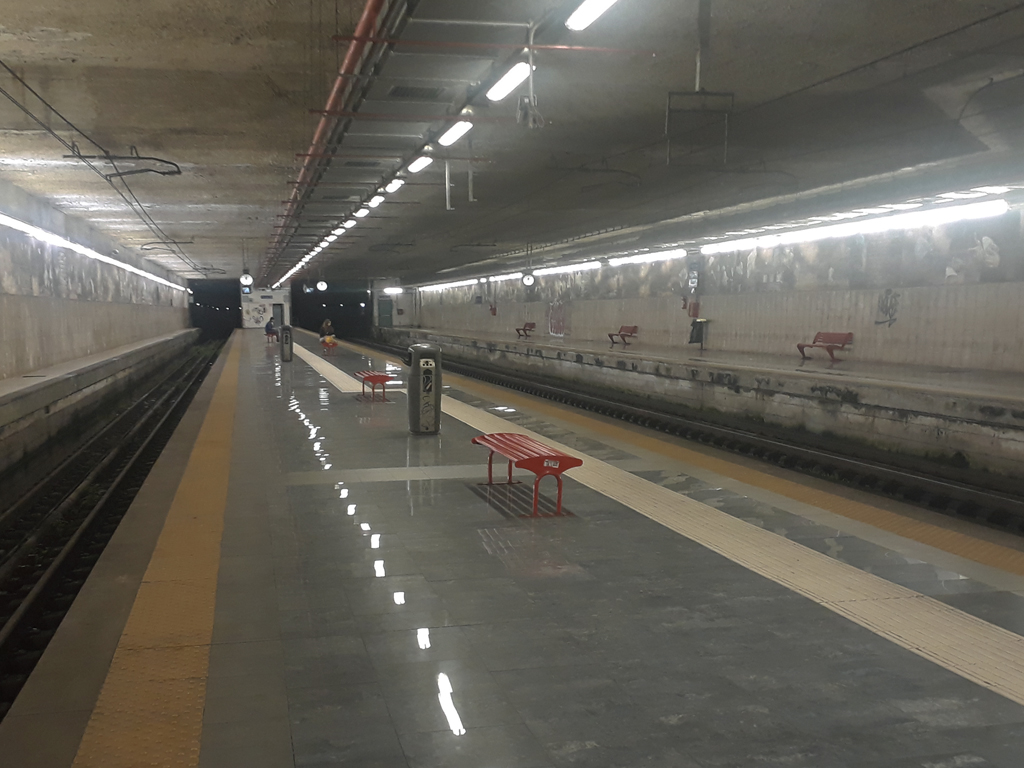
Il piano binari

La stazione di Poggioreale venne attivata all'apertura della linea, a servizio dell'omonimo cimitero.
Il 2 marzo 2003, con l'attivazione della nuova linea a doppio binario, parzialmente interrata e in variante, la stazione fu sostituita da un nuovo impianto sotterraneo.

## Servizi
La stazione dispone di:
- Biglietteria
- Servizi igienici